# Le Caporal épinglé
Pour plus de détails, voir Fiche technique et Distribution.
Le Caporal épinglé est un film français réalisé par Jean Renoir, adapté du roman éponyme de Jacques Perret, sorti en 1962.

## Synopsis
En juin 1940, dans un stalag en France, se trouve réunie une équipe de prisonniers particulièrement pittoresques : Caruso, l'électricien, Emile, Ballochet, Pater et... le Caporal. Dès les premiers jours de sa captivité, le Caporal manifeste déjà un trait essentiel de son caractère. C'est un maniaque de l'évasion. Une première tentative, à laquelle participent à ses côtés Ballochet et Pater, ne parvient même pas à dépasser le mur d'enceinte du camp. Ce premier échec ne décourage pas le Caporal et Pater qui referont un essai – toujours manqué…- dans le wagon qui les emporte vers l'Allemagne. Et les tentatives continuent ! Un essai de fuite de la fabrique de briques où ils travaillent se termine, pour Pater et le Caporal, aux pieds d'une sentinelle. 
Décidés d'opérer de façon plus « scientifique », les deux amis se préparent des costumes de ville, en teignant en noir des uniformes. L’opposition d'un adjudant les oblige à retarder leur projet et c’est avec Penche-à-gauche que le Caporal prend la fuite. Cette fois, ils parviennent à prendre le train, aidés par une voyageuse qui n’est autre qu’un prisonnier français déguisé. Cette évasion mènera le Caporal un peu plus loin que les précédentes… à la gare suivante, où il se fera encore arrêter. Après un séjour dans un camp disciplinaire, le Caporal persiste dans ses intentions et grâce à Erika, une jeune allemande, il parvient à se procurer des vêtements civils pour Pater et pour lui. Dans le train qui roule vers la France, l'espoir des deux évadés grandit d'instant en instant. L'irruption d'un homme ivre dans leur wagon va les mettre en difficulté, mais un bombardement providentiel les sauvera. 
Les voici à la frontière, la France est en vue.

## Fiche technique
- Titre : Le Caporal épinglé
- Réalisation : Jean Renoir
- Scénario : Jean Renoir et Guy Lefranc d'après le roman Le Caporal épinglé de Jacques Perret
- Réalisateur adjoint : Guy Lefranc
- Assistants réalisateur : Marc Maurette, Paulo Rocha et J. E. Kieffer
- Image : Georges Leclerc
- Cadreurs : Jean-Louis Picavet, Gilbert Chain, assistés notamment de Robert Fraisse
- Son : Antoine Petitjean
- Musique : Joseph Kosma
- Orchestre : Serge Baudo
- Montage : Renée Lichtig
- Décors : Wolf Witzemann
- Producteurs : Adry De Carbuccia, Roland Girard
- Sociétés de production : Les Films du Cyclope (J.W. Beyer), Georges Glass, René Gaston Vuattoux (directeur de production)
- Pays d'origine :  France
- Tournage : Hiver 1961-1962, Vienne (Autriche) et environs, Paris (Pont de Tolbiac)
- Format : Noir et blanc - Mono - 35 mm
- Genre : Comédie dramatique, film de guerre
- Durée : 105 minutes
- Date de sortie : 23 mai 1962, Paris
- Affiche : Vanni Tealdi (France)

## Distribution
- Jean-Pierre Cassel : Caporal
- Claude Brasseur : Papa
- Claude Rich : Ballochet
- Jean Carmet : Guillaume
- Jacques Jouanneau : Penche-à-gauche
- Mario David : Caruso
- Philippe Castelli : le prisonnier électricien
- Raymond Jourdan : Hippolyte Dupieu
- Guy Bedos : le bègue
- Gérard Darrieu : le louchard
- Sacha Briquet : l'évadé travesti
- Lucien Raimbourg : l'employé de la gare
- Elisabeth Stiepl : la serveuse du buffet de la gare
- Cornelia Froboess : Erika Schmidt
- Elisabeth Markus : Dr Ursula Schmidt, la mère d'Erika
- O. E. Hasse : le voyageur ivre dans le train
- François Darbon : le paysan près de la frontière
- Billy Kearns : un garde
- Raoul Retzer : l'officier du camp disciplinaire
- Herbert Fux : l'arpenteur du stalag
- Helmut Janatsch (de) : Otto, le commandant du stalag
- Sepp Löwinger (de): l'homme annonçant le déjeuner des prisonniers

## Appréciation critique
« Le Caporal épinglé rejoint les œuvres crépusculaires des grands cinéastes classiques (Ford, Walsh, Chaplin) par sa capacité foudroyante à atteindre l'essentiel derrière la simplicité de sa mise en scène. Lorsque Ballochet (Claude Rich) préparant théâtralement sa sortie (en fait son suicide) déclare « J'ai un plan, le meilleur de tous. Celui qui consiste à ne pas en avoir », il énonce la morale souveraine et libre du cinéaste lui-même. »

— Jean-François Rauger, Le Monde, 7 février 1997